# Neomys
Neomys là một chi động vật có vú trong họ Soricidae, bộ Soricomorpha. Chi này được Kaup miêu tả năm 1829. Loài điển hình của chi này là Sorex daubentonii Erxleben, 1777 (= Sorex fodiens Pennant, 1771).

## Hình ảnh

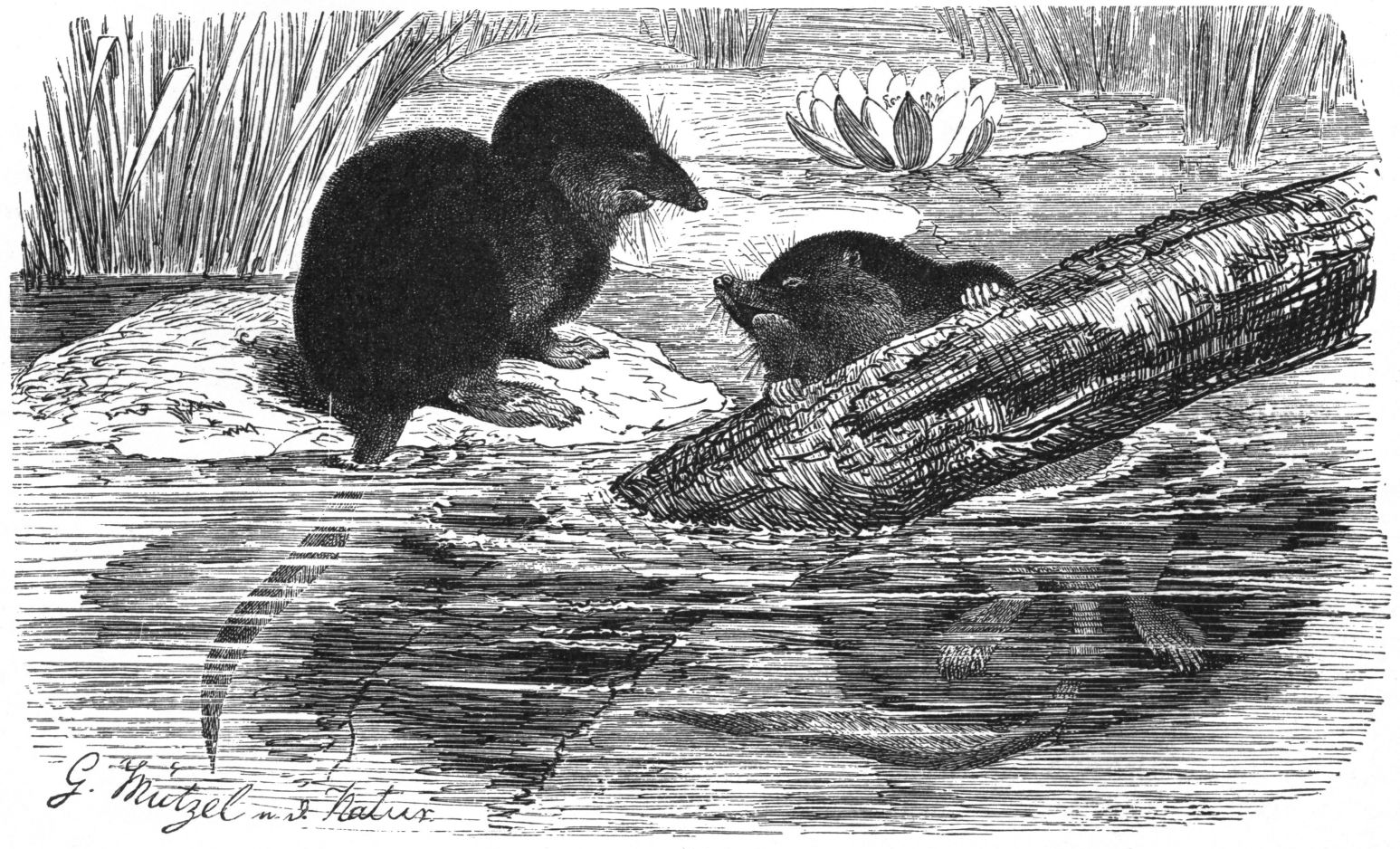

## Các loài
Chi này gồm các loài: